# 로마 콘크리트

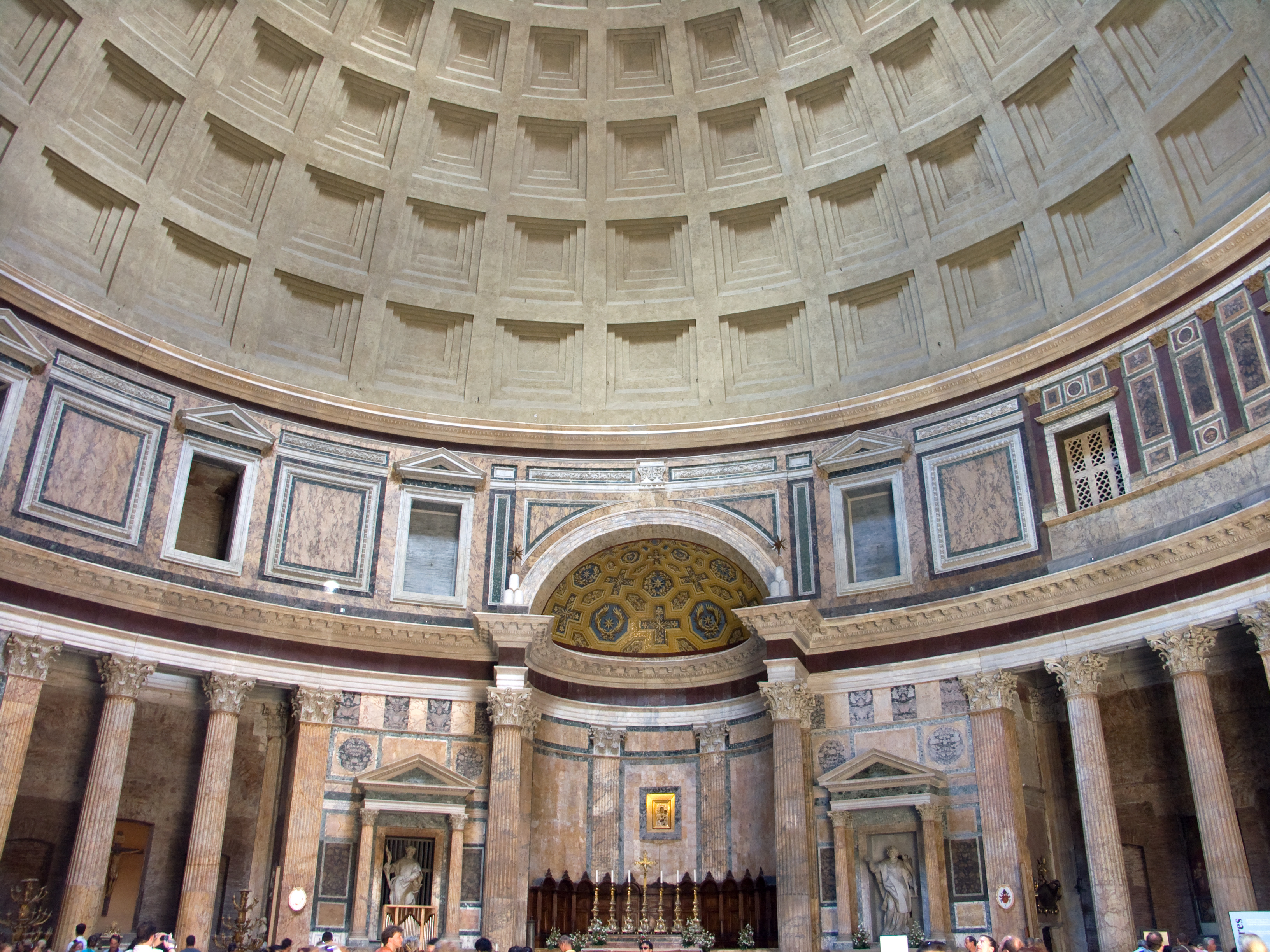
로마 판테온은 로마 콘크리트 건축의 한 예이다.

로마 콘크리트(Roman concrete)는 고대 로마 건축에 사용되었다. 현대의 콘크리트와 마찬가지로 로마 콘크리트는 골재에 첨가된 수경성 시멘트를 기반으로 했다.
교량, 저수지, 수로 등 오늘날에도 여전히 건재한 많은 건물과 구조물이 이 재료로 지어졌으며, 이는 다용성과 내구성을 모두 입증한다. 가능한 경우(특히 나폴리만에서) 포졸란 재를 혼합하여 강도를 강화하기도 했다. 재를 첨가하면 균열이 퍼지는 것을 방지할 수 있다. 최근 연구에 따르면 다양한 유형의 석회 혼합물을 혼합하여 대기업 "파괴"를 형성하면 콘크리트가 균열을 자체적으로 복구할 수 있는 것으로 나타났다.
로마식 콘크리트는 기원전 150년 경부터 널리 사용되었다. 일부 학자들은 이 물질이 그보다 한 세기 전에 개발되었다고 믿는다.
외장재 및 기타 지지대와 함께 사용되는 경우가 많았으며 내부는 치장벽토, 프레스코화 또는 유색 대리석으로 더욱 장식되었다. 소위 콘크리트 혁명의 일부인 재료의 혁신적인 개발은 구조적으로 복잡한 형태에 기여했다. 그 중 가장 눈에 띄는 예는 세계에서 가장 크고 오래된 비보강 콘크리트 돔인 판테온 돔이다.
로마 콘크리트는 골재에 더 큰 구성 요소가 포함되는 경우가 많다는 점에서 현대 콘크리트와 다르다. 그러므로 그것은 부어지기보다는 놓여졌다. 다른 수경 콘크리트와 마찬가지로 로마식 콘크리트는 일반적으로 물 속에 놓일 수 있어 교량 및 기타 물가 건설에 유용했다.